# BMX бицикл
BMX бицикл (енгл. BMX bike) или једноставно BMX је позната врста бицикла који се користи при свакодневним, као и спортским активностима. Бицикл је конструисан превасходно за земњане путеве, који се користе при мотокрос тркама.
BMX бициклом су првенствено називани бицикли који су се користили при BMX тркама, али су касније то име носии и бицикли који су се возили по земњаним путевима, парковима, улицама и бицикли који су се користили у било каквим BMX фристајл дисциплинама.

## Конструкција
Рам бицикла је већим делом израђен од челика, али су скупљи модели израђени од доста лакшег алуминијума. У зависности од дисциплине у којој се користе зависи и од ког материјала ће BMX бицикл бити израђен. У колико се бицикл користи у дисциплинама које захтевају снагу бицикл ће већим делом бити израђен од чвршћег и издржљивијег челика. У саставу издржљивијих модела се такође може наћи хром.
Старији BMX бицикли су имали веће зупчанике, али су примерци који су касније произведени имали мање зупчанике што је доста допринело томе да се смањи тежина бицикла. Најмања слободна главчина која је произведена за BMX је имала само осам зупца, али није била толико популарна међу возачима због проблема са ланцем које је изазивала.
Највећи део фристајл, уличних и парк BMX бицикла имају 36 жица. Међутим неки бицикли са мањим точковима имају 18 или 28 жица. Возачи који су агресивнији при вожњи користе точкове са 48 жица, али се са тим точковима користи другачија конструкција слободне главчине.
Точкови су пречника од 40 до 60 cm, али су најзаступљенији точкови пречника 51 cm. Млађи возачи користе точкове пречника од 40 до 46 cm, док старији користе точкове пречника од 61 cm.

## Историја
Историја BMX бицикла води порекло из седамдесетих година прошлог века, када су фристајл дисциплинама почела да се баве деца првенствено у јужној Калифорнији. Бицикл је имао велику популарност током осамдесетих година прошлог века, али је почео да губи на популарности током деведесетих.
BMX бициклизам је данас једна од дисциплина на Летњим олимпијским играма.

## Варијанте
BMX бицикл се прозводи у 6 варијанти:
- BMX за земњане путеве,
- Флетленд BMX,
- Фристајл BMX,
- BMX за парк,
- Тркачки BMX и
- Улични BMX.